# Deposizione di Cristo nel sepolcro
La Deposizione di Cristo nel sepolcro è un dipinto a tempera con riprese a olio su tavola (161,7x149,9 cm) attribuito a Michelangelo Buonarroti, databile al 1500-1501 circa e conservata nella National Gallery di Londra.

## Storia
La tavola è stata recentemente indicata come la commissione incompiuta per la chiesa di Sant'Agostino a Roma, ottenuta dal giovane artista su probabile intermediazione di Jacopo Galli, banchiere che l'aveva molto aiutato nel suo primo soggiorno romano. Interrotto per la partenza verso Firenze, l'opera fu già nella collezione Farnese e venne poi venduta ad altri collezionisti romani, finché nel 1868 pervenne nella sede attuale.
L'attribuzione a Michelangelo venne formulata per la prima volta da Cornelius e Overbeck (1846) e poi confermata un po' da tutti, sebbene con opinioni contrastanti riguardo alla cronologia che si sono poi col tempo appianate. Alcuni l'hanno anche riferita a un seguace o al Maestro di Manchester, sebbene ammettendo una partecipazione diretta del maestro almeno in alcune parti di migliore qualità.

## Descrizione

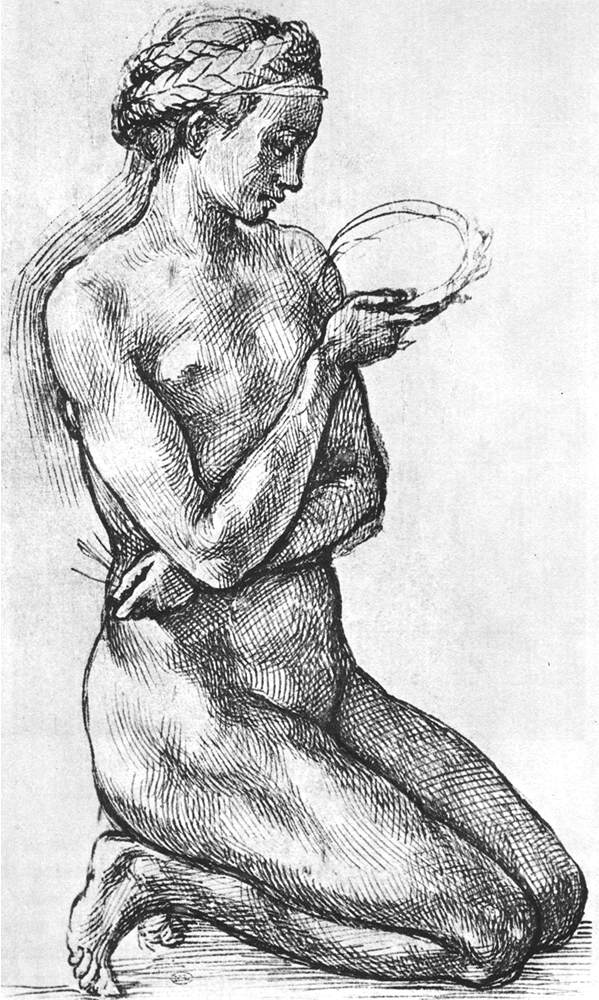
Studio di una donna nuda inginocchiata, Cabinet des Dessins, Parigi

Tre figure stanno portando con un certo sforzo il corpo morto di Cristo verso il sepolcro (la macchia bianca in alto a destra, dove mancherebbe ancora il colore), attorniate da due donne che non sembrano interessate alla scena, rappresentanti forse le pie donne; a destra in basso, dove la tavola non è dipinta, doveva trovarsi la Vergine Maria. Il corpo di Cristo, ben modellato anatomicamente, è retto dietro da Giuseppe d'Arimatea, mentre a sinistra e a destra un uomo (Giovanni evangelista?) e una donna (forse Maria Maddalena) sono vistosamente inclinati all'infuori per lo sforzo di tenere un drappo su cui il corpo morto è come seduto. Come in altre opere dell'artista, le figure hanno un che di androgino ed è difficile stabilire, per alcune di esse, se siano uomini o donne. Lo sfondo è composto da un paesaggio aspro con alcune rocce spoglie e montagne che sfumano in lontananza per effetto della foschia.
La figura della Maddalena è presente in un disegno del Louvre, in cui la si vede nuda in meditazione sopra la corona di spine e i tre chiodi, dettagli poi eliminati.
Colpisce la freddezza della rappresentazione, sia per le espressioni dei personaggi - così composte da sembrare impassibili - che per la tavolozza brillante e smaltata, che ebbe di lì a poco il suo apogeo nel Tondo Doni. L'impaginazione è particolarmente originale, tipicamente manierista: le due figure inarcate verso l'esterno sembrano durare fatica, ma il corpo di Cristo appare immateriale, senza peso; la loro particolare posizione serve per dirigere l'occhio dello spettatore agli angoli della tavola, per poi farlo riconvergere sulla figura del Cristo.
Il Cristo nudo come fulcro è un tema che si ritrova in seguito di frequente nella produzione matura dell'artista, soprattutto nella serie delle Pietà della vecchiaia (Pietà Bandini, Pietà di Palestrina, Pietà Rondanini). Le inarcature e gli effetti di proiezione verso l'alto delle figure che annullano il peso furono tra gli stilemi più tipici dei manieristi mutuati da Michelangelo.
Lo stato incompleto dell'opera permette di conoscere le tecniche utilizzate da Michelangelo: egli nella pittura su tavola procedeva come negli affreschi, ovvero realizzando una parte per volta, portandone a finitura una per volta, non aggiungendo dettagli via via più precisi su un insieme abbozzato (come faceva ad esempio Leonardo). Inoltre in alcune zone Michelangelo graffiava via il colore (come nelle rocce), secondo una tecnica "a levare" tipica della scultura.